# 比利亚尔瓦德洛萨尔科雷斯
比利亚尔瓦德洛萨尔科雷斯，是西班牙卡斯蒂利亚-莱昂巴利亚多利德省的一个市镇。总面积101平方公里，2001年普查人口總數為533人，人口密度為每平方公里5人。